# Т. С. Кеннон
Томмі Вейн Кеннон (англ. *Tommy Wayne Cannon*; 27 вересня 1946, Лоутон, Оклахома — 8 травня 1978, Санта-Фе, Нью-Мексико) — важливий художник корінних американців XX століття, широко відомий як Т. С. Кеннон. Він був членом племені кіова в Оклахомі, а також мав каддо та французьке походження.

## Ранні роки
Кеннон виріс у Зодалтоуні та Грейсмонті, Оклахома. Його батьки — Волтер Кеннон (кіова) і Мінні Ахдунко Кеннон (каддо). Його кіова ім’я, Паї-доунг-да-дей, означає "Той, хто стоїть на сонці". Кеннон дізнався про мистецтво групи художників «Шість кіова», яка здобула міжнародне визнання у світі образотворчого мистецтва і допомогла розвинути південноплоскостильне мистецтво. Він був особливо впливений Стівеном Мопопе та Лі Цатоке, онуком Монро Цатоке.
Т. С. Кеннон вступив до Інституту американського індіанського мистецтва (IAIA) у Санта-Фе в 1964 році, де вивчав живопис під керівництвом Фріца Шолдера (плем’я Луісео). Після закінчення IAIA він вступив до Сан-Франциського інституту мистецтв, але через два місяці залишив навчання і вступив до армії США.

## Військова служба
Кеннон служив парашутистом у 101-й повітряно-десантній дивізії під час В’єтнамської війни з 1967 по 1968 рік. Під час Тетівського наступу він отримав дві медалі Бронзової зірки. Його також посвятили в Товариство чорних штанів, одне з воїнських товариств кіова.

## Мистецька кар'єра
Ще перебуваючи у В’єтнамі, Кеннон отримав значне визнання в художньому світі. Розмарі Еллісон, кураторка Музею індіанців Південних рівнин в Анадарко, Оклахома, включила його в велику подорожню виставку *Contemporary Southern Plains Indian Painting* (1972).
У 1972 році Кеннон разом з художником Фріцем Шолдером (плем’я Луісео) влаштував спільну виставку в Національній колекції образотворчого мистецтва Смітсонівського інституту під назвою *Two American Painters*. На цій виставці Кеннон і Шолдер піддали сумніву візуальні стереотипи про корінних американців, створюючи дослідження "іронії та китчу", що "відкрило нову фазу сучасного мистецтва".
Протягом наступних шести років Кеннон створив велику кількість робіт для своєї виставки, яка мала відкритися в галереї Абебах у Нью-Йорку в жовтні 1978 року. Однак 8 травня того року він загинув в автомобільній катастрофі. Виставка все ж відкрилася 10 грудня 1979 року як *T.C. Cannon: A Memorial Exhibition*. Виставка, яка включала 50 робіт Кеннона, подорожувала по музеях, зокрема до Музею Герда, Музею мистецтва Нью-Мексико та Історичного центру Білла Коди.

## Мурал та комісії
Кеннон малював фрески в *United Indians of All Tribes Foundation* та *Daybreak Star Cultural Center* в Сіетлі, Вашингтон, а також для *Santa Fe Opera Guild*.

## Почесті
Кеннон був художником-резидентом в університетах Дартмут у Гановері, штат Нью-Гемпшир, та Колорадо, а також у Національній службі парків США. У 1988 році його посмертно включили до Національної зали слави відомих індіанців Америки в Анадарко.

## Смерть
Томмі Вейн Кеннон загинув в автомобільній катастрофі на південний схід від Санта-Фе 8 травня 1978 року.

## Зовнішні посилання
- [Офіційний сайт Т. С. Кеннона](http://www.tccannon.com/)

1. 1 2  SNAC — 2010.